# Saison sèche
Cet article concerne le climat. Pour le film de Mahamat-Saleh Haroun, voir Daratt.
 (avril 2019).
Si vous disposez d'ouvrages ou d'articles de référence ou si vous connaissez des sites web de qualité traitant du thème abordé ici, merci de compléter l'article en donnant les références utiles à sa vérifiabilité et en les liant à la section « Notes et références ».

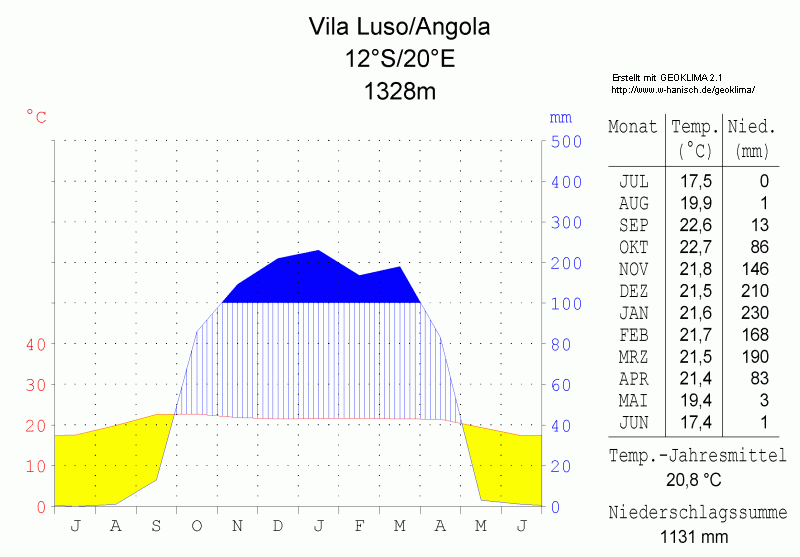
En Angola, la saison sèche est en jaune.

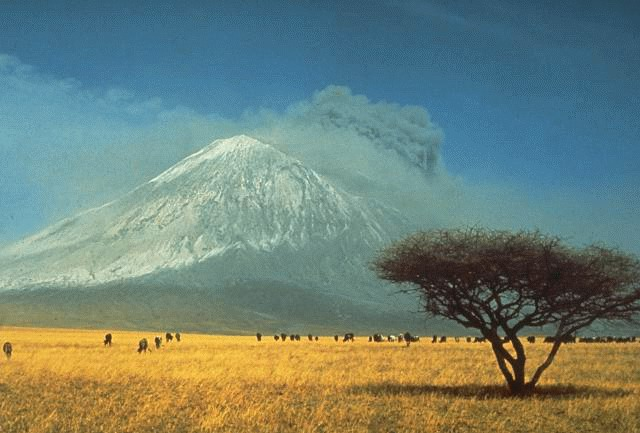
Tanzanie. Effet de la saison sèche sur la savane.

La saison sèche existe dans les climats tropicaux (situé entre 15 et 25 degrés de latitude). Sa durée est variable. Elle augmente généralement en s'éloignant de l'équateur. Elle est caractérisée par la faiblesse relative des précipitations, qui ne sont jamais nulles[réf. nécessaire]. Elle est suivie de la saison des pluies ou saison humide.